# The Sky Crawlers
The Sky Crawlers (スカイ·クロラ) là một phim anime do Oshii Mamoru đạo diễn. Bộ phim được chuyển thể từ bộ tiểu thuyết cùng tên do Mori Hiroshi thực hiện. Production I.G đã thực hiện việc chuyển thể bộ tiểu thuyết, kịch bản viết bởi Itō Chihiro, Nishio Tetsuya lo phần thiết kế nhân vật và âm nhạc được soạn bởi Kawai Kenji. Các hiệu ứng 3D được thực hiện bởi Polygon Pictures hãng đã từng tham gia thực hiện hiệu ứng của phim Ghost in the Shell 2: Innocence.
Phim lấy bối cảnh trong một lịch sử giả tưởng nơi thế giới đang hòa bình nhưng do bản chất của các dân tộc là chiến tranh và xâm lược cũng như căng thẳng giữa các dân tộc này đang dâng cao. Nên để có thể khống chế bản chất đó và ngăn chiến tranh xảy ra các công ty tư quân sự tư nhân mọc lên và bắt đầu thuê các chiến binh để chiến đấu với nhau giữ cân bằng sức mạnh giữa các bên. Bộ phim xoay quanh nhóm phi công Kildren (キルドレ) tại một sân bay quân sự tư nhân, vốn là những người trường sinh và sống mãi mãi chỉ chết trong chiến đấu nhưng cũng chỉ sống để chiến đấu, vì thế mỗi ngày bình thường của họ luôn được xem như ngày cuối cùng trên thế giới vì họ có thể hy sinh ngay ngày mai.
Bộ phim đã giành được các giải thưởng trong các liên hoan phim quốc tế khác nhau và sau đó được dịch và lồng tiếng thành các thứ tiếng khác nhau để tiến hành phát hành và phát sóng trên thế giới.

## Diễn viên

### Nhật
- Yūichi Kannami: Ryō Kase
- Suito Kusanagi: Rinko Kikuchi
- Naofumi Tokino: Shōsuke Tanihara
- Midori Mitsuya: Chiaki Kuriyama
- Mizuki Kusanagi: Megumi Yamaguchi
- Aizu Yudagawa: Daisuke Hirakawa
- Uroyuki Shinoda: Takuma Takewaka
- Towa Sasakura: Yoshiko Sakakibara
- Kyoku Yama: Mugihito
- Honda: Hōchū Ōtsuka
- Kusmi: Mako Hyōdō
- Fūko: Mabuki Andō
- Yuri: Yuriko Hishimi
- Master: Naoto Takenaka

### Anh
- Michael Sinterniklaas - Yūichi Kannami
- Stephanie Sheh - Suito Kusanagi
- Troy Baker - Naofumi Tokino
- Bryce Hitchcock - Mizuki Kusanagi
- Doug Erholtz - Aizu Yudagawa, Blond-Haired Children
- Kirsten Potter - Fūko
- Mari Devon - Towa Sasakura
- Paul St. Peter - Mission Briefer

## Sản xuất
Đây là bộ phim đầu tiên mà đạo diễn Oshii Mamoru thực hiện sau bộ phim Ghost in the Shell 2: Innocence công chiếu vào năm 2004. Ông nói rằng phần khó khăn nhất là việc đạo diễn miêu tả tâm lý nhân vật, để diễn tả được ông phải đặt mình vào vị trí của các nhân vật với mong muốn bay vút lên bầu trời bao la tuyệt đẹp. Cũng qua bộ phim này đạo diễn muốn cho thế hệ trẻ biết giá trị của cuộc sống.
Bối cảnh của bộ phim được thực hiện trong khoảng giữa tập một và hai của bộ tiểu thuyết. Dù cốt truyện và thế giới hoàn toàn bám theo phiên bản gốc của tiểu thuyết nhưng cũng có một số điểm khác biệt kể trong đó có phần kết của bộ phim. Điểm khác biệt như mái tóc của nhân vật được minh họa trong tiểu thuyết hơi khác với trong phim vì đạo diễn muốn mô tả cảnh tóc bay trong gió...
Có khoảng 60 đến 70 người đã tham gia tuyển chọn để lồng tiếng cho các nhân vật trong phim.

### Phát hành
The Sky Crawlers đã công chiếu tại các rạp ở Nhật Bản vào ngày 02 tháng 8 năm 2008 với việc phân phối do Warner Bros. Pictures Japan đảm nhiệm. Sony Pictures hiện đang giữ bản quyền phiên bản tiếng Anh của bộ phim để tiến hành phát hành trên thị trường quốc tế, Manga Entertainment thì đăng ký tại Anh và Ireland các phiên bản ngôn ngữ cũng được thực hiện và phân phối tại các quốc gia như Pan Vision đăng ký tại Đan Mạch và Thụy Điển, Wild Side Video đăng ký tại Pháp, Ein's M&M đăng ký tại Hàn Quốc và Mighty Media đăng ký tại Đài Loan.

### Âm nhạc
Kawai Kenji đảm nhận việc biên soạn các bản nhạc dùng trong phim. Album chứa các bản nhạc này đã phát hành vào ngày 25 tháng 7 năm 2008.
| SOUND of The Sky Crawlers | SOUND of The Sky Crawlers     | SOUND of The Sky Crawlers |
| STT                       | Nhan đề                       | Thời lượng                |
| ------------------------- | ----------------------------- | ------------------------- |
| 1.                        | "main theme_opening"          | 3:03                      |
| 2.                        | "first sortie"                | 5:02                      |
| 3.                        | "sail away(vocal)"            | 4:57                      |
| 4.                        | "Foo-ko"                      | 2:13                      |
| 5.                        | "main theme_memory"           | 1:17                      |
| 6.                        | "Mizuki"                      | 1:28                      |
| 7.                        | "surprise attack"             | 1:56                      |
| 8.                        | "drive-by-wire"               | 1:06                      |
| 9.                        | "main theme_affair(harp)"     | 1:42                      |
| 10.                       | "main thema_blue fish(orgel)" | 0:59                      |
| 11.                       | "private sortie"              | 1:52                      |
| 12.                       | "second sortie"               | 0:54                      |
| 13.                       | "night sortie"                | 1:15                      |
| 14.                       | "March hare"                  | 0:44                      |
| 15.                       | "Adler Tag"                   | 6:55                      |
| 16.                       | "Krakow"                      | 1:38                      |
| 17.                       | "main theme_affair"           | 1:27                      |
| 18.                       | "main thema_blue fish"        | 1:32                      |
| 19.                       | "final sortie"                | 4:33                      |
| 20.                       | "Teacher"                     | 1:36                      |
| 21.                       | "main theme_ending"           | 4:02                      |
| Tổng thời lượng:          | Tổng thời lượng:              | 50:11                     |

## Đón nhận
The Sky Crawlers đã giành được giải Phim kỹ thuật số của tương lai tại Liên hoan phim quốc tế Venezia lần thứ 65 cũng như tại Liên hoan phim quốc tế Toronto năm 2008. Bộ phim cũng đã tham gia Liên hoan phim quốc tế Sitges nơi phim nhận được ba giải thưởng là: Giải của nhà phê bình Jose Luis Guarner, Giải âm nhạc xuất sắc nhất (cho Kawai Kenji) và giải được trao bởi Carnet Jove Jury cho "Hình ảnh ấn tượng nhất cho giới trẻ". Ngoài ra The Sky Crawlers cũng đã tham gia Liên hoan phim quốc tế Helsink và Liên hoan phim quốc tế Stockholm. Bộ phim cũng được đề cử giải Hình ảnh phim xuất nhất tại 
Hàn lâm viện Báo chí quốc tế. Cũng như được gửi để tranh giải Phim hoạt hình xuất sắc nhất tại lễ trao giải Oscar lần thứ 81.
Bộ phim nhận được các đánh giá tích cực từ các nhà phê bình. Rotten Tomatoes đã đánh giá bộ phim là 78% dựa trên 9 bài đánh giá và Anime News Network đánh giá bộ phim là B+.